# Jorge Lujan
Jorge Lujan (* 18. März 1955 in Colón, Panama) ist ein ehemaliger panamaischer Boxer im Bantamgewicht.

## Profikarriere
Im Jahre 1973 begann er erfolgreich seine Profikarriere. Am 19. November 1977 boxte er gegen Alfonso Zamora um den Weltmeistertitel des Verbandes WBA und siegte durch klassischen K. o. in Runde 10. Diesen Gürtel verteidigte er insgesamt fünf Mal und verlor ihn im August 1980 an Julian Solis nach Punkten.
Im Jahre 1985 beendete er seine Karriere.